# Aeropuerto Internacional de Qingdao-Liuting
El Aeropuerto Internacional de Qingdao-Liuting (IATA: TAO, OACI: ZSQD) (en chino simplificado, 青岛流亭国际机场) fue un aeropuerto que sirvió a la ciudad de Qingdao, en la provincia de Shandong (China). Está ubicado a unos 30 kilómetros del centro de la ciudad. Qingdao es una ciudad focal para China Eastern Airlines y Shandong Airlines.
De 2004 a 2006 sufrió una expansión de su terminal, así como la adición de más espacios de estacionamiento, que era parte de la meta inicial de 2010 en expandir el aeropuerto para manejar 5,2 millones de pasajeros al año o 2400 pasajeros y casi 120 000 toneladas de carga por hora. La pista se extendió también a su longitud actual. En 2014, Qingdao-Liuting era el decimocuarto aeropuerto más transitado en China, con 16 411 789 pasajeros.
En diciembre de 2013, el gobierno chino aprobó la construcción del Aeropuerto Internacional de Qingdao-Jiaodong que sustituirá a Liuting como el principal aeropuerto de Qingdao.

## Aerolíneas y destinos
| Aerolíneas                                             | Destinos | Terminal      |
| ------------------------------------------------------ | --- | ------------- |
| Air Busan                                              | Busan | Internacional |
| Air China                                              | Pekín-Capital, Chengdú | Doméstico     |
| Air China                                              | Seúl-Incheon | Internacional |
| Air Relax                                              | Quito | Internacional |
| Air Relax                                              | Seúl-Incheon | Internacional |
| All Nippon Airways                                     | Osaka-Kansai, Tokio-Narita | Internacional |
| Asiana Airlines                                        | Seúl-Incheon | Internacional |
| Chengdu Airlines                                       | Chengdú, Xi'an | Doméstico     |
| China Airlines                                         | Taipéi-Taoyuan | Internacional |
| China Eastern Airlines                                 | Pekín-Capital, Changchun, Chengdú, Dalian, Daqing, Cantón, Guiyang, Hangzhou, Harbin, Kunming, Lanzhou, Liuzhou, Mudanjiang, Nankín, Ningbo, Qiqihar, Shanghái-Hongqiao, Shanghái-Pudong, Shenyang, Shenzhen, Shijiazhuang, Taiyuan, Wenzhou, Wuhan, Xi'an, Yanji | Doméstico     |
| China Eastern Airlines                                 | Busan, Fukuoka, Nagoya-Centrair, Osaka-Kansai, San Francisco, Seúl-Incheon, Singapur, Taipéi-Taoyuan | Internacional |
| China Southern Airlines                                | Changchun, Changsha, Dalian, Daqing, Cantón, Harbin, Jieyang, Ningbo, Shanghái-Pudong, Shenyang, Shenzhen, Taiyuan, Urumqi, Wuhan, Xiamen, Xi'an, Zhangjiajie, Zhengzhou | Doméstico     |
| China Southern Airlines operado por Chongqing Airlines | Chongqing, Harbin | Doméstico     |
| Dragonair                                              | Hong Kong | Internacional |
| Hainan Airlines                                        | Cantón, Haikou, Harbin, Heféi, Ningbo, Shenzhen, Wuhan | Doméstico     |
| Hebei Airlines                                         | Qinhuangdao, Shijiazhuang | Doméstico     |
| Jeju Air                                               | Seúl-Incheon | Internacional |
| Juneyao Airlines                                       | Guiyang, Hangzhou, Shanghái-Pudong | Doméstico     |
| Korean Air                                             | Busan, Seúl-Incheon | Internacional |
| Kunming Airlines                                       | Kunming, Lijiang, Nankín, Nanning, Wuhan | Doméstico     |
| Lucky Air                                              | Kunming, Wuhan | Doméstico     |
| Lufthansa                                              | Frankfurt | Internacional |
| Okay Airways                                           | Changsha, Shenyang | Doméstico     |
| Qingdao Airlines                                       | Pekín-Capital, Changchun, Changsha, Chengdú, Guiyang, Hailar, Harbin, Shanghái-Pudong | Doméstico     |
| Scoot                                                  | Singapur | Internacional |
| Shandong Airlines                                      | Baotou, Pekín-Capital, Changchun, Changsha, Chengdu, Chongqing, Dalian, Fuzhou, Guangzhou, Guilin, Haikou, Hangzhou, Harbin, Heféi, Hohhot, Jinzhou, Kunming, Lanzhou, Nanjing, Nanning, Ningbo, Sanya, Shanghái-Hongqiao, Shanghái-Pudong, Shenyang, Shenzhen, Shijiazhuang, Taiyuan, Tianjin, Ürümqi, Wenzhou, Wuhan, Wuyishan, Xiamen, Xi'an, Xining, Yinchuan, Zhengzhou, Zhuhai | Doméstico     |
| Shandong Airlines                                      | Seúl-Incheon, Taichung, Taipéi-Taoyuan | Internacional |
| Shanghai Airlines                                      | Dandong, Harbin, Jiamusi, Jixi, Qiqihar, Shanghái-Hongqiao | Doméstico     |
| Shenzhen Airlines                                      | Changsha, Chongqing, Guangzhou, Nanchang, Nanning, Shenyang, Shenzhen | Doméstico     |
| Sichuan Airlines                                       | Chengdú, Kunming | Doméstico     |
| Spring Airlines                                        | Shanghái-Hongqiao | Doméstico     |
| Tianjin Airlines                                       | Fuzhou, Guiyang, Heféi, Nanning, Tianjin, Wenzhou, Zhengzhou | Doméstico     |
| Uni Air                                                | Kaohsiung, Taipéi-Taoyuan | Internacional |
| West Air (China)                                       | Chongqing, Dalian | Doméstico     |
| Xiamen Airlines                                        | Changchun, Changsha, Dalian, Fuzhou, Hangzhou, Harbin, Shenyang, Xiamen | Doméstico     |

Notas:
1. ↑  Los vuelos de Lufthansa desde Qingdao a Frankfurt hacen escala en Shenyang. Sin embargo, Lufthansa no tiene los derechos de tráfico para el transporte de pasajeros entre Qingdao y Shenyang.
2. ↑  Los vuelos de Scoot continúan el servicio hasta Shenyang. Sin embargo, Scoot no tiene los derechos de tráfico para el transporte de pasajeros entre Qingdao y Shenyang.

### Carga
| Aerolíneas              | Destinos     |
| ----------------------- | ------------ |
| ANA Cargo               | Naha         |
| Air Incheon             | Seúl-Incheon |
| China Southern Airlines | Los Ángeles  |

## Estadísticas
Ver fuente y consulta Wikidata.